# José Sánchez Villaseñor
José Sánchez Villaseñor (6 de septiembre de 1911 Sahuayo, Michoacán- 18 de junio de 1961) sacerdote, filósofo y teólogo mexicano. Miembro de la Compañía de Jesús, se especializa en filosofía moderna y existencialismo, su lema es la verdad nos hará libres. Está considerado uno de los principales filósofos cristianos de México.
Nace en el seno de una familia muy religiosa. A la edad de 16 años ingresa a la Compañía de Jesús, estudia en el Colegio de Ysleta en El Paso, Texas; y posteriormente en el Instituto de Ciencias de Guadalajara, para luego ser enviado en 1939 a la Universidad Gregoriana en Roma. Enferma de neumonia y regresa a América, donde estudia filosofía en la UNAM.
En la década de 1950 colabora activamente en el establecimiento de la Universidad Iberoamericana en Ciudad de México, fundando las carreras de Relaciones Industriales, Administración de Empresas, y la Licenciatura en Ciencias de la Comunicación.

## Obras
- El Sistema filosófico de Vasconcelos: Ensayo de crítica filosófica (1939)
- Pensamiento y trayectoria de José Ortega y Gasset (1943)
- La crisis del historicismo y otros ensayos (1945)
- Introducción al pensamiento de Sartre (1950)